# Degraus (Velas)

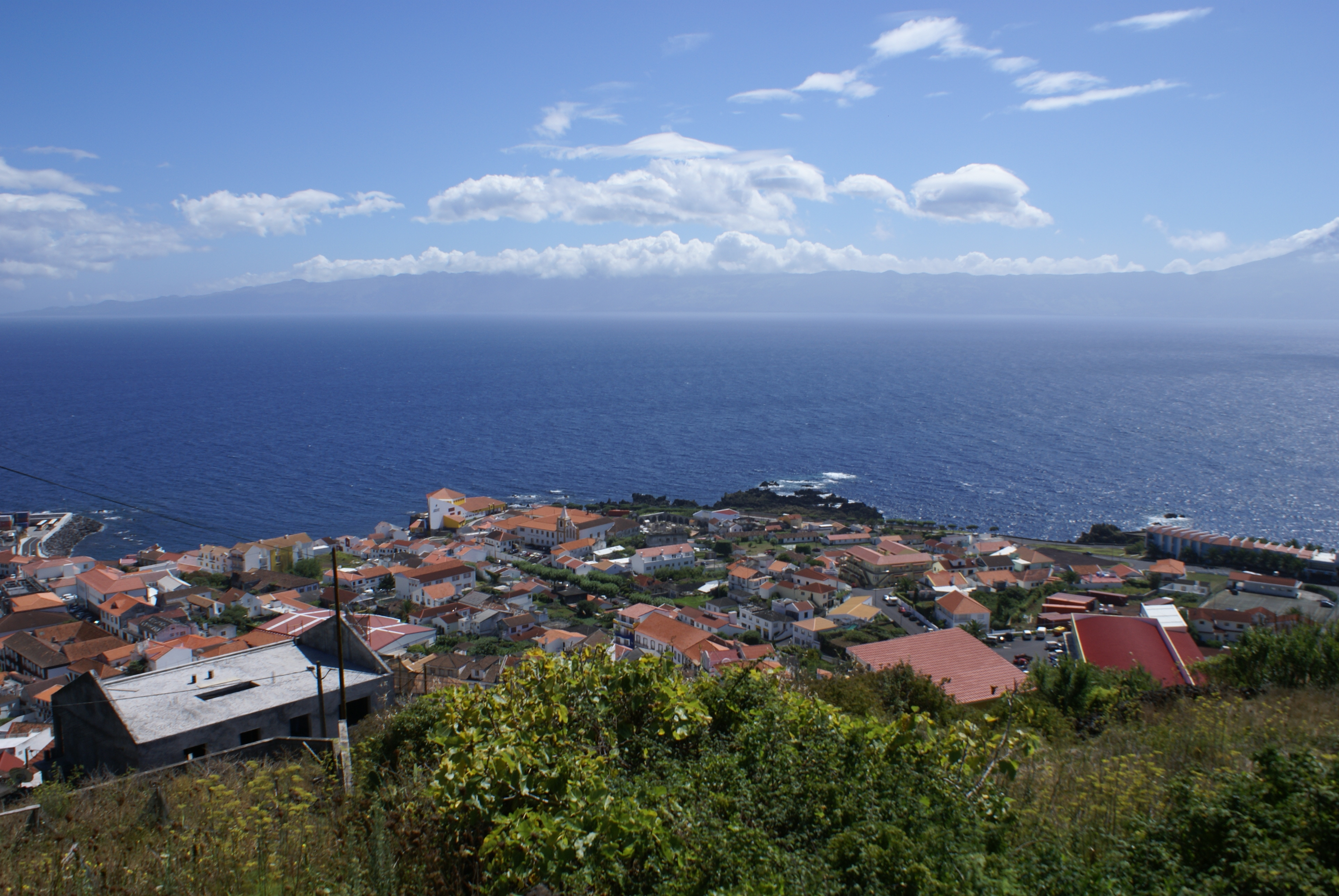
Degraus com vista sobre as Velas.

O local dos Degraus é um sítio do concelho de Velas, ilha de São Jorge, Açores, esta localidade encontra-se numa zona de orografia muito acentuada e acompanha uma das vias de acesso à vila das Velas. Encontra-se na encosta do localmente chamado Falésia das Velas, mesmo frente à referida vila das Velas. 
Devido à altitude a que se encontra oferece uma excelente vista sobre a vila das Velas e sobre a ilha do Pico do outro lado do canal de mar que separa a ilha de São Jorge da ilha do Pico.